# 风的电话
风的电话（日语：／ Kaze no denwa *）是一座未接驳的电话亭，位于日本岩手县大槌町。访客可以在这里与已去世的亲人进行单程交谈。它最初于2010年由园林设计师佐佐木格建立，目的是克服他堂表兄的死亡，次年在2011年日本東北地方太平洋近海地震在东北地方造成多于15,000人死亡后向公众开放。自此，风的电话已经有超过30,000名访客。世界各地有数个复制品，而它也是一些小说和电影的主题。

## 设计
2010年，大槌町园林设计师佐佐木格得知他患有晚期癌症的堂表兄还剩下三个月的生命。堂表兄去世后，佐佐木于2010年12月在他的园林建立一座旧电话亭，通过和他“打电话”而“保持联系”。根据佐佐木所述，风的电话的设计理念与任何宗教无关，它只是反思亲人的去世的一个办法。在一次访问中，他说：“因为我的心思不能通过一般的电话线传达，所以我想用风传递它们。”
风的电话是一座有玻璃窗户的白色电话亭，里面的金属架子上有一台未接驳的黑色撥號盤电话。电话旁边有一本笔记本，让访客写下缅怀留言。电话亭在小山上俯视大槌町。

## 公众开放

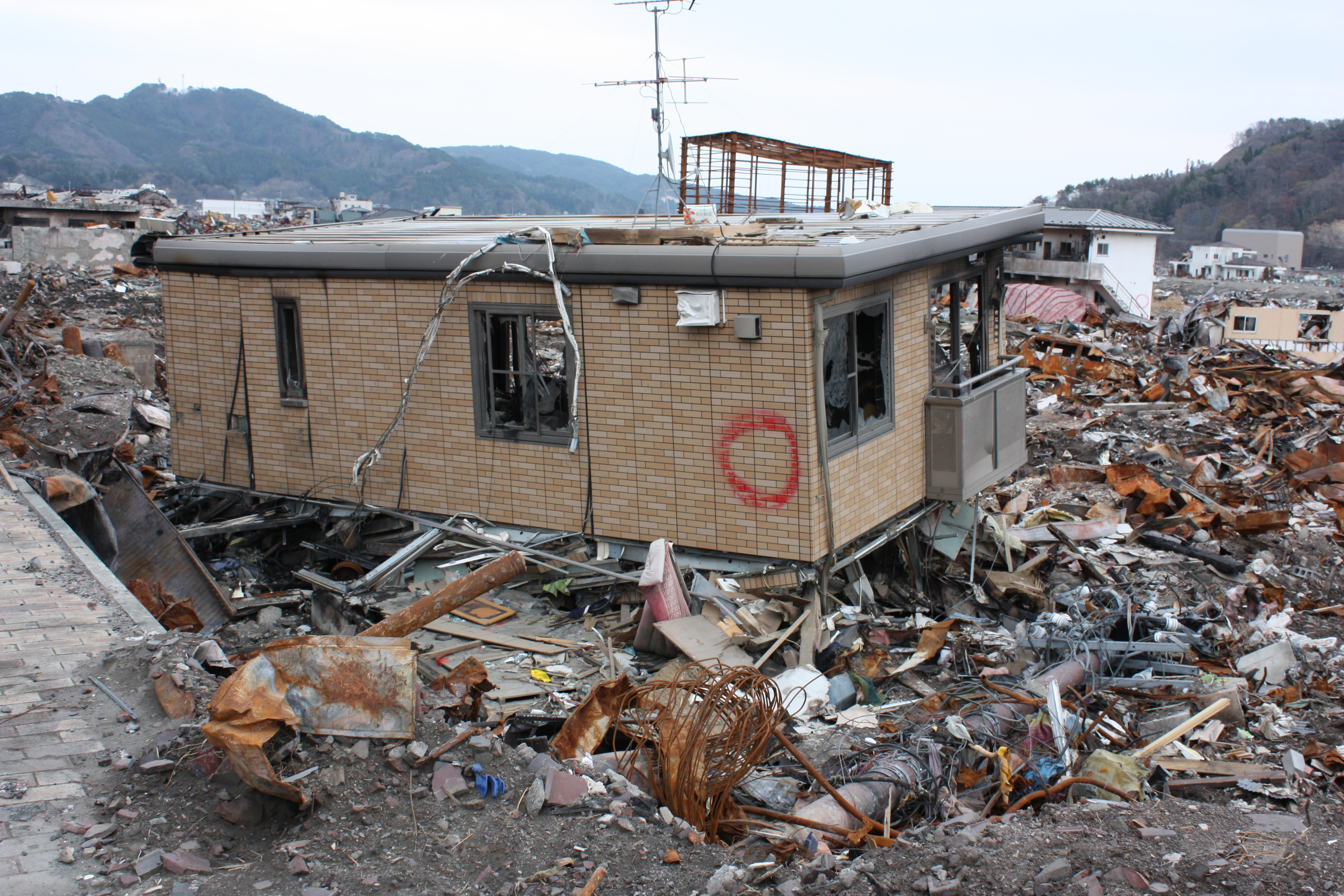
一座大槌町建筑物在2011年日本海啸承受的伤害

2011年日本東北地方太平洋近海地震在东北地方造成了15,000人死亡，单是大槌町就有多于1,200人死亡（大约是该町人口的10%）。对此，佐佐木将风的电话向公众开放，让访客给在灾难中遇难的亲朋好友打电话。它已有超过30,000名访客。
2017年1月7日，强风吹掉了风的电话的房顶，吹破了玻璃门。1月10日，当地木匠（包括此前访问过风的电话的人）都自愿修理风的电话，而它在次日重新开放。2018年4月，佐佐木宣布，电话亭的木制和金属部分因时间和侵蚀而愈加损坏，即使他涂了一层油漆还是不能防止这种情况，所以他希望将电话亭替换成耐腐蚀的铝制电话亭。当地民眾对此捐款，共大约100万日元，随后在2018年8月，佐佐木安装了更坚固的铝制电话亭。

## 复制品

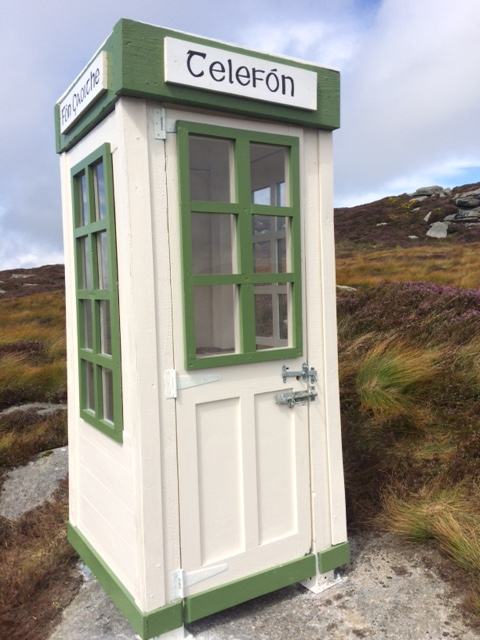
2017年，爱尔兰两石山的风的电话

世界各地有大槌町风的电话的一些复制品。在美国加利福尼亚州奥克兰，当地艺术家乔丹·斯特恩在2017年2月建立了一座风的电话，以缅怀在鬼船仓库火灾中丧生的36个人，包括他的朋友。根据斯特恩所述，这座风的电话的目的是安慰“感到悲痛的奥克兰民眾”。
2017年8月，爱尔兰都柏林匿名艺术团体Altrúchas（意为“利他主义”）在两石山上建立了一座风的电话（fón gaoithe）。这座风的电话由回收材料建造而成，未经批准就安装在山上。Altrúchas当时表示他们打算“不定期保养它”。它被设立后不到两周就出于不明原因而遭到毁坏。Altrúchas宣称这次毁坏是“一个强烈的表态，表示人们不喜欢这个工程”，但他们不想让这件事“夺走社区的正能量”。
2018年，日本愛知縣田原市沓名智彦和沓名和子夫妇安装了一座红色的复制品。他们的电话亭称作“海风的电话”，是为了纪念智彦的一位同学而建立的。该同学是一名于2009年自杀身亡的女子，当时18岁。
此外，美国麻薩諸塞州、北卡罗来纳州、科羅拉多州和加拿大不列颠哥伦比亚省都有风的电话。

## 流行文化

### 文学作品
2017年，大槌町风的电话的建立者佐佐木写了一本反思书，称为《风的电话：大地震的六年来，我通过风的电话看到的东西》，由風間書房出版。
意大利作家劳拉·梅西纳的2020年小说《世界边缘的电话亭》（The Phone Box at the Edge of the World）讲述一位女人的亲人在东北大地震丧生之故事，而她参观风的电话时遇到一位有同样经历的父女家庭。小说的灵感来自梅西纳在2011年参观风的电话的事情。
加拿大作家希瑟·史密斯的2020年小说《广田先生园林裡的电话亭》（The Phone Booth in Mr. Hirota's Garden）以故事形式讲述风的电话的源头。根据史密斯所述，她的创作灵感源自全国公共广播电台中一个有关风的电话的播客，在写作过程中通过电邮与佐佐木交谈。她表示“她收到他的祝福后十分兴奋”，而且“在这本书中分享他处理悲痛的美丽方法”，她觉得一种荣幸。

### 电影
2019年奥地利短篇電影《风的电话》（The Wind Phone）由克里斯廷·格韦克编写和导演，其剧情围绕着七位参观日本风的电话的互不相识的人。格韦克在祖母死后了解到风的电话，才开始写剧本，并表示：“这个玄虚的哀悼空间中能出现什么样的情感现实，我对此十分着迷，于是我开始踏上旅程，将这美丽的故事转为电影。”
2020年日本剧情片的故事围绕着一位亲人在东北大地震丧生的虚构高中生，而她数年后返回故乡时参观风的电话。为了拍摄而返回日本的諏訪敦彥导演表示：“八年后，我终于回到这里。你看不到这里的损害，因为很多东西都被重建了，但民眾的感情仍然没有好转。”